# 175259 Offenberger
175259 Offenberger è un asteroide della fascia principale. Scoperto nel 2005, presenta un'orbita caratterizzata da un semiasse maggiore pari a 3,1602763 UA e da un'eccentricità di 0,2355146, inclinata di 10,76300° rispetto all'eclittica.
L'asteroide è dedicato a Allan Offenberger, fisico in pensione e professore emerito all'Università dell'Alberta.